# Phacelia inundata
Phacelia inundata är en strävbladig växtart som beskrevs av Howell. Phacelia inundata ingår i Faceliasläktet som ingår i familjen strävbladiga växter. Inga underarter finns listade i Catalogue of Life.